# 杉野計雄
杉野計雄（すぎの かずお、1921年 - 1999年8月）は、日本海軍の戦闘機搭乗員。個人での撃墜記録は32機。ソロモン戦線を生き抜いた数少ない戦闘機パイロットである。終戦時の階級は、飛行兵曹長。長男は画家の杉野保平。

## 略歴
- 1921年（大正10年） - 山口県小野田市に誕生。
- 1927年（昭和2年） - 家の近くに水上機が着水、離陸したのを見たのが飛行機と間近に接した最初という。
- 1930年（昭和5年）春 - 家の近くの浚渫埋め立て地に数機の飛行機が不時着、整地や踏み固めを手伝った。この時押して並べるのを手伝ったのが飛行機に触れた最初となった。
- 1938年（昭和13年） - 小野田実業学校（現山口県立小野田工業高等学校）を卒業し、小野田セメント（現太平洋セメント）に入社。海軍機関兵に志願した。
- 1939年（昭和14年） - 呉海兵団に機関兵として志願入団。ほとんど必要がないのに新兵を鍛錬すると称して行なわれる教練に失望し、操縦士を志願した。
- 1940年（昭和15年）2月 - 駆逐艦黒潮艤装員となる。艤装工事終了後、乗組員として乗艦。厦門作戦に参加。
- 1941年（昭和16年） - 海軍飛行予科練習生（丙飛3期）となった。後のエースとなる杉田庄一三等水兵や谷水竹雄三等水兵とは同期生であり、飛練も同じ班であった。
- 1942年（昭和17年）3月 - 大分海軍航空隊戦闘機課程を卒業。
  - 6月 - 第六航空隊の戦闘機搭乗員として空母赤城に乗り込みミッドウェー海戦に参加。沈没後駆逐艦に救助された。木更津基地に上陸したがしばらくは「高度の秘密を知っている」との理由で周囲に衛兵を置かれる状態であったという。
  - 7月 - 空母大鷹戦闘機隊に異動。
  - 10月 - 大村海軍航空隊教員。
  - 11月 - 佐世保海軍航空隊戦闘機隊員。
- 1943年（昭和18年）4月 - 空母翔鶴戦闘機隊員。
  - 8月 - トラック諸島に進出。
  - 10月1日 - ラバウルに進出。
  - 11月1日 - ろ号作戦に参加。
  - 11月2日 - 邀撃でB-25を撃墜してこれが初撃墜となった。その後続けてB-26、P-38を撃墜した。
  - その後マーシャル作戦に参加。
  - 12月 - 新編空母瑞鶴戦闘機隊ラバウル派遣隊として第253航空隊に編入。
- 1944年（昭和19年）2月 - 内地に戻り、再び大分海軍航空隊の教員となった。
  - 4月 - 筑波に異動、帝都防衛戦闘機隊員を兼務。
  - 8月 - 新設母艦航空隊第634航空隊戦闘167飛行隊員となり、台湾沖航空戦、フィリピン島航空戦に参加。
  - 11月 - 比島方面戦闘機隊先任搭乗員となった。下旬に艦載機来襲の邀撃のため離陸中に撃墜された。両脚が全く麻痺しており、脊髄がダメなら自殺しようと拳銃をこめかみに当てて引き金を引いたが、付き添いの下士官が弾丸を抜いており、九死に一生を得た。脚の感覚は翌朝から戻り、3日後には掴まれば立てるようになった[1]。
- 1945年（昭和20年）2月 - 台中戦闘機隊特攻隊員となった。だが実際に特攻することはなく、特攻機の援護を行なった。
  - 3月 - 特攻隊員と博多航空隊教員を兼務した。
  - 9月 - 復員（海軍では解員という）。その後妙高企業、小野田市有帆炭坑、小野田市消防本部（現山陽小野田市消防本部）に勤務した。
- 1953年（昭和28年） - 公職追放が解除され、海上自衛隊に入隊。操縦士、操縦教官として勤務。この時の教え子に日本航空123便墜落事故で殉職したパイロット高濱雅己がいる[2]。偶然にもJAL機が墜落した上野村で村長として現場を指揮した黒沢丈夫少佐は杉野の佐世保時代の上官である[3]。
- 1971年（昭和46年） - 三等海佐で定年退官。日本鋪道（現NIPPO）へ再就職。
- 1986年（昭和61年） - 日本鋪道を定年退職。
- 1999年（平成11年）8月 - 死去。

## 人物
- 同じくエースパイロットの杉田庄一上飛曹と呼び名が同じで、「杉さん」。飛行予科練習生時代からの呼び名。
- 搭乗員時代、南方での食糧事情の悪化によって低下した隊員の士気を高めるため、零戦のプロペラのスピナーを鍋代わりにしてみそ汁を作り、他の隊員に喜ばれたなどのユニークなエピソードを持つ[4]。
- 比島搭乗員時代、ひげを生やしていたためよく隊長と間違えられるほどの風貌であった。
- 駆逐艦勤務時代のしごきの経験から、航空隊に入ってからは決して部下を殴らない方針を取り、それが誇りであった[5]。
- 特攻隊に所属しながらも、終戦まで特攻には反対の立場であった。

## 記録
- 飛行時間:1994時間
- 戦闘飛行:495回
- 空戦回数:100回以上
- 撃墜数:32機（個人での記録）
- 最終階級:飛行兵曹長

## 著作
- 『撃墜王の素顔 海軍戦闘機隊エースの回想』

（光人社、1997年） ISBN 4-7698-0804-6
（光人社NF文庫、2008年） ISBN 978-4-7698-2355-1